# Шибанов, Сергей Александрович
Сергей Александрович Шибанов (род. 17 апреля 1981) — российский самбист, чемпион и призёр чемпионатов России и мира, победитель и призёр Кубка России, призёр чемпионатов Европы, призёр Кубка мира, победитель и призёр розыгрышей этапов Кубка мира, Заслуженный мастер спорта России. Выступал в весовой категории до 68 кг. Тренировался под руководством Михаила Гордеева и Виктора Егрушова.

## Спортивные достижения
- Первенство России по самбо 2001 года — ;
- Первенство мира по самбо 2001 года — ;
- Чемпионат России по самбо 2003 года — ;
- Чемпионат России по самбо 2006 года — ;
- Чемпионат России по самбо 2008 года — ;
- Чемпионат России по самбо 2009 года — ;
- Кубок России по самбо 2009 года — ;
- Чемпионат России по самбо 2011 года — ;
- Кубок России по самбо 2012 года — ;